# Jüri Tamm
Jüri Tamm (* 5. Februar 1957 in Pärnu, Estnische SSR; † 22. September 2021) war ein estnischer Hammerwerfer und danach Politiker. Während der Zeit der sowjetischen Besetzung seiner Heimat trat er international für die Sowjetunion an. Bei der Universiade 1983 gewann Tamm die Goldmedaille.
Tamm gewann die Bronzemedaillen bei den Olympischen Spielen 1980 in Moskau und 1988 in Seoul. Bei den Weltmeisterschaften 1987 in Rom errang er die Silbermedaille. Für das nun unabhängige Estland trat er noch einmal bei den Olympischen Spielen 1992 in Barcelona an und erreichte dort den 5. Platz.
Tamm hielt 1980 mit 80,46 m kurzzeitig den Hammerwurf-Weltrekord, wurde aber am selben Tag von seinem Konkurrenten Jurij Sedych übertroffen. Seine persönliche Bestweite stellte er 1984 in Banská Bystrica mit 84,40 m auf. Er hatte ein Wettkampfgewicht von 110 kg bei einer Körpergröße von 1,90 m.
Nach seiner sportlichen Laufbahn ging er 1998 in die Politik. Tamm wurde in den Jahren 1999, 2003 und 2007 als Abgeordneter der Sozialdemokratischen Partei in das estnische Parlament gewählt. 2010 trat er ein Jahr vor Ende der Wahlperiode aus der Partei aus und verließ zudem das Parlament.
Zwischen 2001 und 2008 sowie von 2016 bis 2021 war Tamm Vizepräsident des Eesti Olümpiakomitee und Mitgründer der World Olympians Association. Von 2001 bis 2005 war er Vorsitzender der Athletenkommission des Europäischen Olympischen Komitees.

## Sportliche Erfolge
- 1980 Olympische Spiele Moskau: 3. Platz mit 78,96 m
- 1987 Weltmeisterschaften Rom: 2. Platz mit 80,84 m
- 1987 Sowjetischer Meister
- 1988 Sowjetischer Meister; Olympische Spiele Seoul: 3. Platz mit 81,16 m
- 1991 Estnischer Meister
- 1992 Olympischen Spiele Barcelona: 5. Platz
- 1993 Estnischer Meister
- 1994 Estnischer Meister